# Victoria Principal
Victoria Principal, de son vrai nom Vicki Ree Principal, (ou Concettina Principale), née le 3 janvier 1950 à Fukuoka, au Japon, est une actrice et productrice américaine.
Elle est particulièrement connue pour avoir tenu le rôle de Pamela Ewing dans la série télévisée américaine Dallas.

## Biographie

### Enfance et famille
Vicki Ree Principal, (ou Concettina Principale,,), est née le 3 janvier 1950 à Fukuoka, au Japon,,.
Victoria Principal est la fille de Victor R. Principal, un sergent dans l'US Air Force,, et de Bertha Ree Veal. Elle a une sœur plus jeune. La famille change de résidence constamment, et c'est ainsi que Victoria grandit à Londres, en Floride, à Porto Rico, dans les états du Massachusetts, et de la Géorgie. Sa sœur et elle fréquenteront dix-sept écoles différentes.

### Carrière d'actrice
Elle commence sa carrière d'actrice à cinq ans dans la publicité, puis commence à travailler comme mannequin à partir du lycée. Elle est ensuite inscrite dans un collège de Miami et veut étudier la chiropractie[réf. nécessaire] ou la médecine. Cependant, elle est sérieusement blessée dans un accident de voiture à l'âge de 18 ans. Elle se tourne alors vers une carrière de modèle, puis d'actrice, abandonnant ses études.
À 19 ans, en 1969, elle est élue Miss Miami,. Elle part ensuite pour New York où elle travaille comme mannequin et actrice. En 1973, durant la promotion de son second film, elle pose nue pour le magazine Playboy. Elle étudie à l'Académie royale d'art dramatique de Londres et débute à l'écran dans Juge et Hors-la-loi (The Life and Times of Judge Roy Bean) réalisé par John Huston en 1971, film dans lequel elle joue l'épouse du personnage interprété par Paul Newman. La jeune actrice joue ensuite dans un épisode de la série télévisée américaine Banacek (avec George Peppard) et au cinéma dans le film catastrophe Tremblement de terre avec Charlton Heston. Deux films suivent.
Malgré ses débuts prometteurs, déçue par la suite, elle met (ou veut mettre) sa carrière un peu en suspens pour entamer des études de droit. En même temps, elle devient agent artistique pendant trois ans. Cependant, en 1977, Aaron Spelling lui propose de jouer dans le pilote de la série L'Île fantastique. Elle ne tarde pas à avoir le script du feuilleton télévisé Dallas entre les mains et rejoint l'équipe pour interpréter le rôle de Pamela Ewing, qui est également l'épouse de Bobby Ewing : la série et ce rôle lui permettront d'acquérir une renommée internationale ; elle incarnera le personnage jusqu'en 1987. Cataloguée vedette du petit écran, elle s'illustre également dans Hawaï police d'État et en héroïne biblique. Estimant avoir fait le tour des facettes de son personnage, elle quitte la série en 1987,, pour se consacrer à ses affaires, ainsi qu'à la production et au tournage de téléfilms.
À partir des années 1990, elle apparaît comme invitée dans les séries Voilà !, The Practice : Bobby Donnell et Associés, Providence (3 épisodes), Titans (14 épisodes), et, aventure d'un genre différent, dans Michael Kael contre la World News Company.

### Femme d'affaires et auteure
Au début des années 2000, Victoria Principal a mis un terme à sa carrière d'actrice, et s'est reconvertie dans les affaires, notamment la cosmétique par correspondance. En outre, elle est l’auteur de trois livres sur la « forme physique et professionnelle », le charme et la cosmétique,.

### Engagements
Elle est par ailleurs vice-présidente d’une association de lutte contre la violence domestique,.

### Vie privée
Avant même de jouer dans Dallas, Victoria Principal était célèbre pour sa plastique et ses aventures[réf. nécessaire]. Elle a fréquenté Anthony Perkins, Andy Gibb et Frank Sinatra[réf. nécessaire]. Mariée en 1978, elle divorce de l'acteur Christopher Skinner en 1980,. Elle a ensuite une relation avec le chanteur et auteur-compositeur britannique Andy Gibb, celle-ci se terminant en 1982. En 1985, elle se marie avec Harry Glatzman (ou Glassman,), un médecin, dont elle divorce en 2006.
Victoria Principal n'a pas d'enfants.

## Filmographie

### Cinéma
- 1972 : Juge et Hors-la-loi (The Life and Times of Judge Roy Bean) de John Huston : Maria Elena[1]
- 1973 : The Naked Ape de Donald Driver : Cathy
- 1974 : Tremblement de terre (Earthquake) de Mark Robson : Rosa Amici
- 1976 : Milice Privée (Vigilante Force) de George Armitage : Linda Christopher[1]
- 1976 : C'est toujours oui quand elles disent non (I Will, I Will... for Now) de Norman Panama: Jackie Martin
- 1998 : Michael Kael contre la World News Company de Christophe Smith : Leila Parker[1]

### Télévision

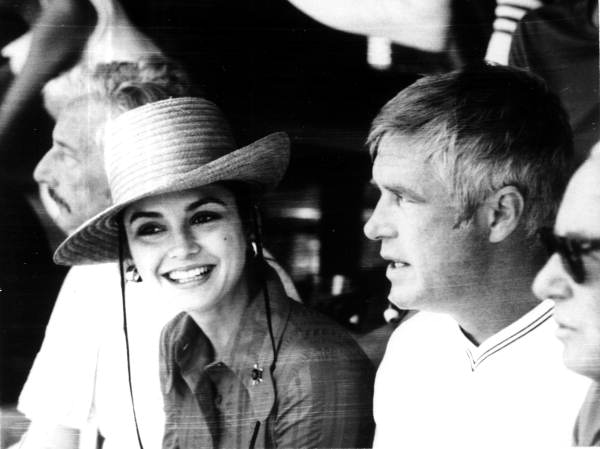
Victoria Principal avec George Peppard en marge du tournage de la série télévisée Banacek à Fort Lauderdale en Floride (épisode Fly Me, If You Can Find Me, 1974)

- 1973 : Love, American Style (série télévisée) : Valerie Stephens
- 1973 : Love Story (série télévisée), épisode When the Girls Came Out to Play : Karen
- 1974 : Banacek (série télévisée), épisode Fly Me, If You Can Find Me : Brooke Collins
- 1975 : Last Hour Before Morning (téléfilm) de Joseph Hardy : Yolanda Marquez
- 1977 : The Night They Took Miss Beautiful (téléfilm) de Robert Michael Lewis : Reba Bar Lev
- 1977 : L'Île fantastique (Fantasy Island) (série télévisée), épisode pilote : Michelle
- 1978-1987 : Dallas (série télévisée) : Pamela Barnes Ewing[1],[6], "Pam"
- 1979 : Greatest Heroes of the Bible (série télévisée), épisode The Story of Esther : Reine Esther d'Assyrie
- 1979 : Hawaï police d'État (Hawaii Five O) (série télévisée), épisode The Year of the Horse : Dolorès
- 1980 : La Dernière carte (Pleasure Palace) (téléfilm) de Walter Grauman : Patti Flynn
- 1982 : Une affaire d'enfer (Not Just Another Affair) (téléfilm) de Steven Hilliard Stern : Dr. Diana Dawson
- 1987 : Une femme entretenue (Mistress) (téléfilm) de Michael Tuchner : Rae Colton
- 1989 : Un assassin au-dessus de tout soupçon (Naked Lie) (téléfilm) de Richard A. Colla : Joanne Dawson
- 1989 : L'Assassin de mes nuits (Blind Witness) (téléfilm) de Richard A. Colla : Maggie Kernlich
- 1990 : Le Prix de la passion (Sparks : the Pride of the Passion) (téléfilm) de Richard A. Colla : Patricia Sparks
- 1990 : Just Life (téléfilm) de Dan Lerner : Claire
- 1991 : Cauchemar (Don’t Touch my Daughter) (téléfilm) de John Pasquin : Linda Hemmings
- 1992 : The Burden of Proof (téléfilm) de Mike Robe : Margy Allison
- 1992 : Seduction : Three Tales from the Inner Sanctum (téléfilm) de Michael Ray Rhodes : Patty / Sylvia
- 1993 : L’Instinct de survie (River of Rage: The Taking of Maggie Keane) (téléfilm) de Robert Iscove : Maggie Keane
- 1994 : Le Prix de la tyrannie (Beyond Obsession) (téléfilm) de David Greene : Eleanor DiCarlo
- 1994 : Papa bricole (Home Improvement) (série télévisée), épisode Swing Time : Les Thompson
- 1995 : Dancing in the Dark (téléfilm) de Bill Corcoran : Anna Forbes
- 1996 : Les Liens du mariage (The Abduction) (téléfilm) de Larry Peerce : Kate finley
- 1997 : L'Amour est ailleurs[1] (Love in Another Town) (téléfilm) de Lorraine Senna : Maggie Sorrell
- 1998 : Chicago Hope, la vie à tout prix (Chicago Hope), saison 5, épisode 8 The Other Cheek : elle-même
- 1999 : Voilà ! (Just Shoot Me !) (série télévisée) : Roberta
- 1999-2000 : Les Griffin (Family Guy) (série télévisée), épisodes Da Boom et Road to Rhode Island : Dr. Amanda Rebecca
- 1999-2001 : Jack & Jill (série télévisée), 3 épisodes : Cecilia Barrett
- 2000 : Providence (série télévisée), 3 épisodes : Donna Tupperman
- 2000 : The Practice : Bobby Donnell et Associés (série télévisée), épisode Black Widows : Courtney Hansen
- 2000-2001 : Titans (série télévisée) : Gwen Williams

### Production
- 1989 : Naked Lie (productrice déléguée)
- 1989 : Blind Witness (coproductrice déléguée)
- 1990 : Sparks : The price of passion (productrice déléguée)
- 1991 : Cauchemar (Don't touch my Daughter') (productrice déléguée)
- 1992 : Seduction : Three tales from the inner sanctum (productrice déléguée)
- 1992 : Midnight’s child (productrice déléguée)

## Distinctions
En 1973, l'actrice est nommée dans la catégorie « nouvelle star de l'année », puis en 1983, dans la catégorie « meilleure actrice dans une série dramatique » aux Golden Globes,.

### Nominations
- 30e cérémonie des Golden Globes 1973 :  Golden Globe de la révélation féminine de l'année dans une comédie dramatique pour Juge et Hors-la-loi (The Life and Times of Judge Roy Bean) (1972).
- 40e cérémonie des Golden Globes 1983 : Meilleur acteur dans une série dramatique pour Dallas (1978-1987).
- 1983 : Bravo Otto de la meilleure star féminine TV dans une série télévisée dramatique pour Dallas .
- 1986 : Soap Opera Digest Awards de la meilleure actrice dans un rôle principal pour Dallas.
- 1988 : Soap Opera Digest Awards du super couple préféré partagé avec Patrick Duffy pour Dallas.

### Récompenses
- 1981 : Bravo Otto de la meilleure star féminine TV pour Dallas.
- 1982 : Bravo Otto de la meilleure star féminine TV pour Dallas.

## Hommages et clins d'œil
Victoria Principal a inspiré le personnage du principal Victoria dans la série d'animation South Park.